# Pont à l'embouchure du fjord du Saguenay
Le pont à l'embouchure du fjord du Saguenay est un projet de pont routier qui permettrait le franchissement de la rivière Saguenay par la route 138.

## Historique

### Motivations

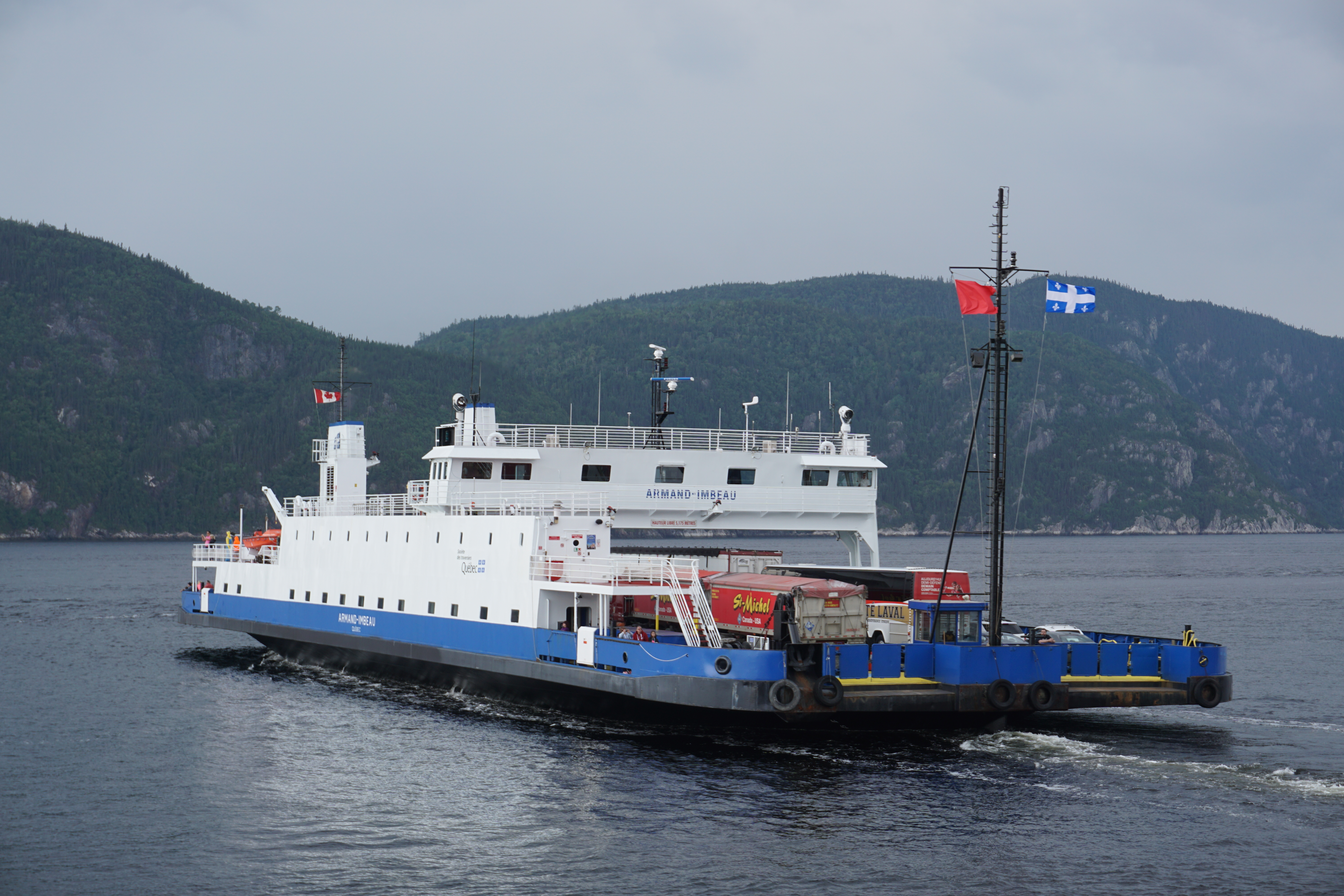
Le traversier Armand-Imbeau à l'embouchure du fjord du Saguenay.

Le traversier faisant actuellement la traversée du Saguenay est critiqué entre autres pour la congestion routière et les délais d'embarquement ainsi que pour la pollution atmosphérique et sonore engendrée par les moteurs à essence des véhicules restés allumés,. Les ondes sonores émises par les traversiers dans les eaux du parc marin du Saguenay–Saint-Laurent auraient également des impacts néfastes sur la faune, dont le béluga.

### Études
Une première étude est réalisée en 1973. L'année suivante, le ministère des Transports y répond en affirmant que l'achalandage ne justifie pas ce projet. En 1977, le ministère commande sa propre étude. L'étude recommande un tracé en amont du traversier, près du Cap de la Boule. D'autres études sont réalisées à la fin des années 1990 à la demande du ministère. Elles précèdent une étude d'impact commandée en 2002 et livrée en 2009. Il n'y a toutefois pas d'appui politique pour le projet.
En juin 2018, le gouvernement Philippe Couillard crée un bureau de projet dans l'objectif d'actualiser les études réalisées. Le gouvernement François Legault reprend le projet et lance un appel d'offres pour réaliser ces études. En septembre 2021, il accorde un contrat à un consortium d'ingénieurs, le Groupe Pont Estuaire/Fjord du Saguenay, afin d'établir de déterminer et évaluer les options de traversée possibles parmi trois corridors. En parallèle de cette étude d'opportunité, une étude socio-économique est également mise sur pied en février 2022 afin de mesurer les répercussions de la construction d'un pont à l'échelle locale. Les résultats doivent paraître en 2024.

### Appuis et oppositions
Le projet est appuyé par une majorité d'élus de la Côte-Nord. Parmi les groupes organisés qui militent pour la construction d'un pont, on retrouve la « Coalition Union 138 » et la « Société du pont du Saguenay ». La municipalité de Tadoussac affirme toutefois craindre les impacts potentiellement négatifs de la disparation du traversier (pertes d'emploi, fréquentation touristique),. 
En 2019, le premier ministre François Legault affirme que l'achalandage ne justifie pas la construction d'un pont. Le Parti québécois prend de nouveau position en faveur du projet en septembre 2022 et dépose une motion en ce sens à l'Assemblée nationale, motion rejetée par le parlement. 

## Description

### Localisation
Trois corridors sont envisagés pour la construction du pont :
- à l'emplacement actuel de la traverse Tadoussac–Baie-Sainte-Catherine ;
- dans l'axe des lignes électriques 7007, 7008 et 7023 (corridor Manic-Québec d'Hydro-Québec à 735 kV), près du cap de la Boule ;
- entre la pointe à la Croix et le cap Blanc.

### Tunnels d'approche
En raison du relief montagneux du fjord, des tunnels pourraient être nécessaires afin d'accéder au pont. Ce type de tunnel est très rare au Québec. Il n'en existe qu'un sur la route 138, le tunnel Saint-Nicolas.